# Hans Fabian Wullenweber
Hans Fabian Wullenweber (født 24. maj 1967) er en dansk filminstruktør, manuskriptforfatter og filmproducent.
Wullenweber er uddannet fra Den Danske Filmskole i 1997. Hans første spillefilm var "Klatretøsen "(2002), der udover at blive en stor kommerciel succes, indbragte ham en Robert for bedste børne- og familiefilm. I 2004 blev filmen genindspillet i Hollywood med titlen " Catch That Kid" med Kristen Stewart i hovedrollen.
Han har senere instrueret spillefilm som art-house dramaet "Tvilling" (2003), den psykologiske gyser "Cecilie " (2007), ungdomsmusicalen "Bora Bora " (2011) samt dramakomedien " Ninna " (2019). 
Ved siden af de fem spillefilm har Wullenweber instrueret ni afsnit af tv-serien "Forbrydelsen", to afsnit af " Livagterne " samt konceptueret og instrueret 47 afsnit af de senere års største danske tv-serie succes TV 2´s " Badehotellet " (2013-2020).